# John Brampton
John Brampton ou Bampton um sacerdote cristão inglês e arquidiácono de Lewes entre 1395 e 1419. Sua tentativa de cobrar impostos em Essex em 30 de maio de 1381 foi o gatilho final da revolta dos camponeses.
A revolta de 1381 eclodiu em Essex, após sua chegada para investigar o não pagamento do imposto de capitação em 30 de maio. Bampton era um membro do Parlamento, um Juiz da Paz e tinha conexões com os círculos reais. Ficou estabelecido em Brentwood e convocou representantes das aldeias vizinhas de Corringham, Fobbing e Stanford-le-Hope para explicar e corrigir os déficits em 1º de junho. Os moradores parecem ter chegado bem organizados e armados com velhos arcos e paus. Primeiro interrogou o povo de Fobbing, cujo representante, Thomas Baker, declarou que sua aldeia já havia pago seus impostos e que não haveria mais dinheiro disponível. Quando Bampton e dois sargentos tentaram prendê-lo, a violência eclodiu. Bampton escapou e retirou-se para Londres, mas três de seus funcionários e vários cidadãos de Brentwood que concordaram em atuar como jurados foram mortos. Os confrontos violentos se espalharam rapidamente pelo sudeste do país, culminando em uma marcha em Londres que foi suprimida em meados de junho. A revolta terminou efetivamente na Batalha de North Walsham, em 25 ou 26 de junho e, em novembro, a agitação terminou, com a maioria dos líderes encontrados e executados.